# Barrage de Yellowtail
Le barrage de Yellowtail (en anglais : Yellowtail Dam) est un barrage sur la rivière Bighorn, au Montana, aux États-Unis. Le lac de barrage lié est le lac Bighorn.